# SVT 2
TV2 (conocida como Tvåan) es el segundo canal de la Sveriges Television, ente de televisión pública de Suecia. Su programación está basada en una parrilla de carácter juvenil y con programas culturales.

## Historia
Cuando el Gobierno de Suecia decide lanzar en 1969 un segundo canal de televisión, se decide que finalmente sea Sveriges Television la encargada de llevar a cabo su gestión, poniéndose en marcha finalmente el 5 de diciembre de 1969 bajo el nombre TV2. Con la reestructuración de SVT en 1987, TV2 pasa a ser el canal principal, enfocando su programación desde otros puntos de Suecia (no solo desde Estocolmo como el primer canal) y logrando más audiencias que SVT 1. 
En 2001 la reestructuración de los canales afecta a SVT 2, que pasa a ser un canal con un enfoque más cultural e independiente que el del primer canal, llevándose muchos de sus programas con más audiencia (como Expedition: Robinson o el Melodifestivalen) a SVT 1. Además SVT 2 debía ofrecer otros servicios que garantizaran el servicio público y la difusión de la cultura. La SVT ha querido imprimirle al canal un enfoque más popular para acercarlo a la audiencia, con la inclusión de series americanas en la parrilla como Los Soprano o Nip/Tuck, y programas cómicos o ciclos de cine enfocados a un público juvenil.
Su programación comienza a las 15:00 horas. De 9 a 15, emiten un informativo continuo del canal SVT 24.

## Denominaciones
- 1969 a 1996: TV2
- Desde 1996: SVT 2

## Identidad Visual

Antiguo logo de TV2 del 1975 al 1980.
Antiguo logo de TV2 del 1980 al 1996.
Antiguo logo de SVT2 del 25 de agosto de 2008 al 4 de marzo de 2012.
Antiguo logo de SVT2 HD del 25 de agosto de 2008 al 4 de marzo de 2012.
Antiguo logo de SVT2 del 5 de marzo de 2012 al 24 de  noviembre de 2016.
Antiguo logo de SVT2 HD del 5 de marzo de 2012 al 24 de noviembre de 2016.
Logo de SVT2 desde el 25 de noviembre de 2016.
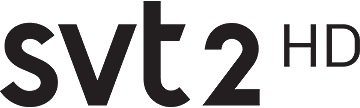
Logo de SVT2 HD desde el 25 de noviembre de 2016.